# 史蒂芬·皮爾·安德魯斯

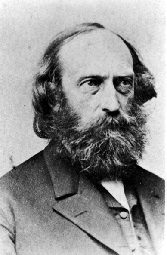
史蒂芬·皮爾·安德魯斯

史蒂芬·皮爾·安德魯斯（Stephen Pearl Andrews, 1812年3月22日—1886年5月21日）是美國個人無政府主義者和作家。

## 生平
1812年出生於马萨诸塞州烏斯特郡的田普頓。他在18歲時前往路易斯安那州學習法律；他被當地的蓄奴現象給震撼，從此成為廢奴主義者。他在1839年前往德州，由於他激進的廢奴主義授課言論，他和他的家人差點遭到當地人的殺害，於是他們在1843年逃離了那裡。接著安德魯斯前往英國，試圖在那裡籌措資金以回國資助廢奴運動，但並沒有成功。
他對語音學和外國語言也相當感興趣，最後他學習了高達30種語言。到了1840年代他開始將注意力放在烏托邦的社區上，他和另外一名個人無政府主義者約書亞·沃倫（沃倫也是促使安德魯斯轉變為激進個人主義的人）一同在1851年於紐約州創立了Modern Times烏托邦社區，接著在1857年又在紐約市創建Unity Home。到了1860年代他已經構思出了一種名為「Pantarchy」（由所有人統治）的理想社會，並接著構思出了一套名為「宇宙學」（universology）的哲學，強調所有知識和行動的一貫性。

## 著作
- Cost the Limit of Price (1851年)
- The Constitution of Government in the Sovereignty of the Individual (1851年)
- The Science of Society (1851年)
- The Sovereignty of the Individual (1853年)
- Principles of Nature, Original Physiocracy, the New Order of Government (1857年)
- The Pantarchy (1871年)
- The Basic Outline of Universology (1872年)
- The Labor Dollar (1881年)
- Elements of Universology (1881年)
- The New Civilization (1885年)